# Cameron Ward
Pour les articles homonymes, voir Ward.
Cameron Kenneth Ward, dit Cam Ward, (né le 29 février 1984 à Saskatoon au Canada) est un joueur professionnel canadien de hockey sur glace. Il évolue au poste de gardien de but avec les Hurricanes de la Caroline dans la Ligue nationale de hockey.

## Carrière

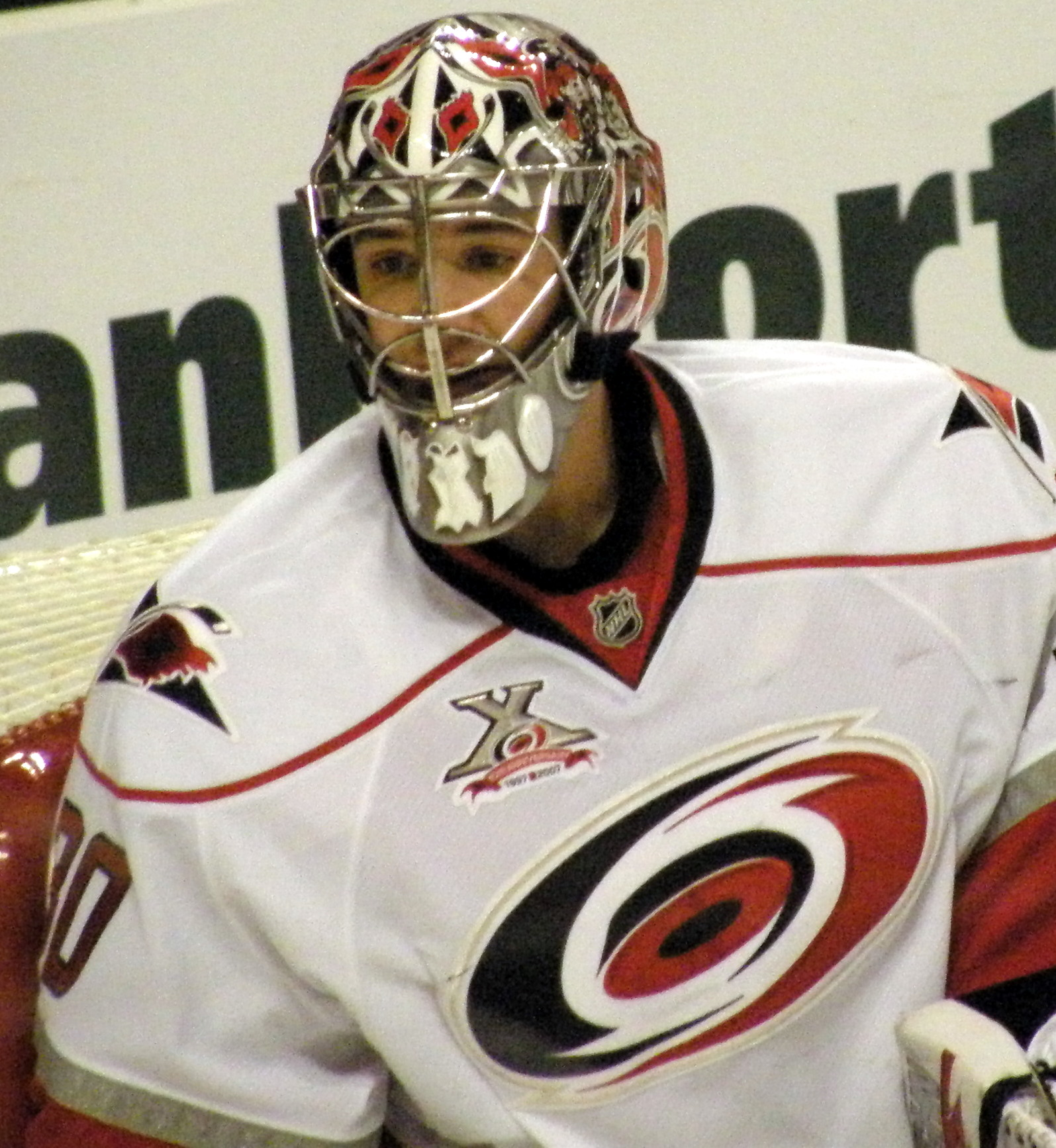

Dans son hockey mineur, Cam Ward se démarque assez tôt comme étant un excellent gardien de but. En 1998-99, Cam Ward porte les couleurs de l'équipe Bantam AAA des Flyers de Sherwood Park. Il gradue par la suite dans le Midget AAA avec les Kings de Sherwood Park où il passe deux saisons. En 2000-01, il remporte le trophée Bill Ranford remis au meilleur gardien de la AMHL.
Après avoir joué dans une partie en 2000-01, Ward joue trois saisons complètes avec les Rebels de Red Deer de la Ligue de hockey de l'Ouest de 2001 à 2004, deux fois finalistes du circuit. En 2002, il participe au repêchage d'entrée dans la Ligue nationale de hockey et est choisi en tant que vingt-cinquième joueur par les Hurricanes de la Caroline. Il participe avec l'équipe LHOu au Défi ADT Canada-Russie en 2003.
Le 13 mai 2004, Cam Ward signe un contrat de plusieurs années avec les Hurricanes. Il joue alors à partir de la saison 2004-2005, avec les  Lock Monsters de Lowell de la Ligue américaine de hockey. Tout au long de la saison 2005-2006, il sert de gardien substitut au suisse Martin Gerber de la franchise de la LNH. Il est sélectionné dans la liste des 81 candidats de Hockey Canada pour l'équipe du Canada, mais n'est pas retenu pour participer aux Jeux olympiques de Turin en 2006.
Durant les séries éliminatoires de 2006, le gardien partant, Martin Gerber, s'écroule face aux Canadiens de Montréal, en première ronde. L'entraîneur  de la Caroline, Peter Laviolette, fait donc appel à Ward, dont les solides performances permettent aux Hurricanes de battre les Canadiens, puis les Devils du New Jersey en deuxième ronde, les Sabres de Buffalo en troisième et finalement les Oilers d'Edmonton en finale de la Coupe Stanley.
Il gagne alors le trophée Conn-Smythe comme meilleur joueur des séries éliminatoires 2006. Il devient le premier gardien recrue à remporter ce trophée depuis Ron Hextall en 1987.
Le 26 décembre 2011, lors d'un match contre les Devils du New Jersey, il devient le dixième gardien de but à être crédité d'un but dans la LNH après que le joueur adverse Ilia Kovaltchouk ait marqué involontairement dans son propre but, qui était alors désert.

## Statistiques
| Saison     | Équipe                    | Ligue      |     | Saison régulière | Saison régulière | Saison régulière | Saison régulière | Saison régulière | Saison régulière | Saison régulière | Saison régulière | Saison régulière | Saison régulière |    | Séries éliminatoires | Séries éliminatoires | Séries éliminatoires | Séries éliminatoires | Séries éliminatoires | Séries éliminatoires | Séries éliminatoires | Séries éliminatoires | Séries éliminatoires |
| Saison     | Équipe                    | Ligue      | PJ  | V                | D                | Pr/N             | Min              | BC               | Moy              | % Arr            | Bl               | Pun              | PJ               | V  | D                    | Min                  | BC                   | Moy                  | % Arr                | Bl                   | Pun                  |                      |                      |
| 1998-1999  | Flyers de Sherwood Park   | AMBHL      | 24  | 13               | 7                | 4                | 1 403            | 85               | 3,64             |                  | 0                |                  | -                | -  | -                    | -                    | -                    | -                    | -                    | -                    | -                    |                      |                      |
| 1999-2000  | Kings de Sherwood Park    | AMHL       | 20  | 9                | 5                | 1                | 1 194            | 71               | 3,57             |                  | 0                |                  | 7                | 4  | 3                    | 262                  | 22                   | 3,57                 |                      | 0                    |                      |                      |                      |
| 2000-2001  | Kings de Sherwood Park    | AMHL       | 25  | 14               | 6                | 3                | 1 449            | 70               | 2,90             |                  | 0                |                  | -                | -  | -                    | -                    | -                    | -                    | -                    | -                    | -                    |                      |                      |
| 2000-2001  | Rebels de Red Deer        | LHOu       | 1   | 1                | 0                | 0                | 60               | 0                | 0                | 100              | 1                | 0                | -                | -  | -                    | -                    | -                    | -                    | -                    | -                    | -                    |                      |                      |
| 2001-2002  | Rebels de Red Deer        | LHOu       | 46  | 30               | 11               | 4                | 2 694            | 102              | 2,27             | 91,1             | 1                | 2                | 23               | 14 | 9                    | 1 502                | 53                   | 2,12                 | 92,0                 | 2                    | 2                    |                      |                      |
| 2002-2003  | Rebels de Red Deer        | LHOu       | 57  | 40               | 13               | 3                | 3 368            | 118              | 2,10             | 92,0             | 5                | 2                | 23               | 14 | 9                    | 1 407                | 49                   | 2,09                 | 91,9                 | 3                    | 2                    |                      |                      |
| 2003-2004  | Rebels de Red Deer        | LHOu       | 56  | 31               | 16               | 8                | 3 338            | 114              | 2,05             | 92,6             | 4                | 2                | 19               | 10 | 9                    | 1 200                | 37                   | 1,85                 | 94,5                 | 3                    | 2                    |                      |                      |
| 2004-2005  | Lock Monsters de Lowell   | LAH        | 50  | 27               | 17               | 3                | 2 829            | 94               | 1,99             | 93,7             | 6                | 0                | 11               | 5  | 6                    | 664                  | 28                   | 2,53                 | 91,8                 | 2                    | 0                    |                      |                      |
| 2005-2006  | Hurricanes de la Caroline | LNH        | 28  | 14               | 8                | 2                | 1 484            | 91               | 3,68             | 88,2             | 0                | 2                | 23               | 15 | 8                    | 1 320                | 47                   | 2,14                 | 92,0                 | 2                    | 0                    |                      |                      |
| 2005-2006  | Lock Monsters de Lowell   | LAH        | 2   | 0                | 2                | 0                | 118              | 5                | 2,54             | 91,5             | 0                | 0                | -                | -  | -                    | -                    | -                    | -                    | -                    | -                    | -                    |                      |                      |
| 2006-2007  | Hurricanes de la Caroline | LNH        | 60  | 30               | 21               | 6                | 3 422            | 167              | 2,93             | 89,7             | 2                | 6                | -                | -  | -                    | -                    | -                    | -                    | -                    | -                    | -                    |                      |                      |
| 2007-2008  | Hurricanes de la Caroline | LNH        | 69  | 37               | 25               | 5                | 3 930            | 180              | 2,75             | 90,4             | 4                | 4                | -                | -  | -                    | -                    | -                    | -                    | -                    | -                    | -                    |                      |                      |
| 2008-2009  | Hurricanes de la Caroline | LNH        | 68  | 39               | 23               | 5                | 3 928            | 160              | 2,44             | 91,6             | 5                | 4                | 18               | 8  | 10                   | 1 101                | 49                   | 2,67                 | 91,5                 | 2                    | 0                    |                      |                      |
| 2009-2010  | Hurricanes de la Caroline | LNH        | 47  | 18               | 23               | 5                | 2 651            | 119              | 2,69             | 91,6             | 0                | 0                | -                | -  | -                    | -                    | -                    | -                    | -                    | -                    | -                    |                      |                      |
| 2010-2011  | Hurricanes de la Caroline | LNH        | 74  | 37               | 26               | 10               | 4 318            | 184              | 2,56             | 92,3             | 4                | 0                | -                | -  | -                    | -                    | -                    | -                    | -                    | -                    | -                    |                      |                      |
| 2011-2012  | Hurricanes de la Caroline | LNH        | 68  | 30               | 23               | 13               | 3 988            | 182              | 2,74             | 91,5             | 5                | 4                | -                | -  | -                    | -                    | -                    | -                    | -                    | -                    | -                    |                      |                      |
| 2012-2013  | Hurricanes de la Caroline | LNH        | 17  | 9                | 6                | 1                | 929              | 44               | 2,84             | 90,8             | 0                | 0                | -                | -  | -                    | -                    | -                    | -                    | -                    | -                    | -                    |                      |                      |
| 2013-2014  | Hurricanes de la Caroline | LNH        | 30  | 10               | 12               | 6                | 1 645            | 84               | 3,06             | 89,8             | 0                | 2                | -                | -  | -                    | -                    | -                    | -                    | -                    | -                    | -                    |                      |                      |
| 2013-2014  | Checkers de Charlotte     | LAH        | 2   | 1                | 1                | 0                | 119              | 4                | 2,02             | 93,7             | 0                | 0                | -                | -  | -                    | -                    | -                    | -                    | -                    | -                    | -                    |                      |                      |
| 2014-2015  | Hurricanes de la Caroline | LNH        | 51  | 22               | 24               | 5                | 3 026            | 121              | 2,40             | 91,0             | 1                | 4                | -                | -  | -                    | -                    | -                    | -                    | -                    | -                    | -                    |                      |                      |
| 2015-2016  | Hurricanes de la Caroline | LNH        | 52  | 23               | 17               | 10               | 3 039            | 122              | 2,31             | 90,9             | 1                | 0                | -                | -  | -                    | -                    | -                    | -                    | -                    | -                    | -                    |                      |                      |
| 2016-2017  | Hurricanes de la Caroline | LNH        | 61  | 26               | 22               | 12               | 3 618            | 162              | 2,69             | 90,5             | 2                | 1                | -                | -  | -                    | -                    | -                    | -                    | -                    | -                    | -                    |                      |                      |
| 2017-2018  | Hurricanes de la Caroline | LNH        | 43  | 23               | 14               | 4                | 2 460            | 112              | 2,73             | 90,6             | 2                | 0                | -                | -  | -                    | -                    | -                    | -                    | -                    | -                    | -                    |                      |                      |
| 2018-2019  | Blackhawks de Chicago     | LNH        | 33  | 16               | 12               | 4                | 1 883            | 115              | 3,67             | 89,7             | 0                | 4                | -                | -  | -                    | -                    | -                    | -                    | -                    | -                    | -                    |                      |                      |
| Totaux LNH | Totaux LNH                | Totaux LNH | 701 | 334              | 256              | 88               | 40 319           | 1 843            | 2,74             | 90,8             | 27               | 48               | 41               | 23 | 18                   | 2 421                | 96                   | 2,38                 | 91,7                 | 4                    | 0                    |                      |                      |

## Honneurs individuels
- Récipiendaire du Trophée commémoratif des quatre Broncos en 2004
- Récipiendaire du trophée Conn-Smythe en 2006